# Dawid Malina
Dawid Malina (ur. 18 listopada 1991) – polski biegacz długodystansowy.
Zawodnik ROW Rybnik. Wicemistrz Polski w biegu przełajowym na 10 km (2016), trzykrotny brązowy medalista mistrzostw Polski: w biegu na 5000 metrów (2015) i w biegu na 10 000 metrów (2016 i 2017). Halowy mistrz Polski w biegu na 3000 m (2017).
Dwukrotny złoty medalista mistrzostw Polski w biathlonie letnim (2015).
Rekordy życiowe: 
- 5000 metrów – 14:16,28 (2017)
- 10 000 metrów – 29:27,10 (2017)